# Can't Stop (jeu)
Pour les articles homonymes, voir Can't Stop.
Can't Stop est un jeu de société créé par Sid Sackson en 1980 et édité pour la première fois en France par Miro Meccano en 1981. Le jeu a ensuite été publié en 1991 par Franjos et assorti d'un thème sur l'escalade proche de l'esprit du jeu. En 2006, Asmodée a adapté Can't Stop pour le public francophone sous la forme d'un jeu en sac, facile à emporter, avec un thème tibétain.
Pour 2 à 4 joueurs, à partir de 8 ans pour environ 15 minutes.

## Principe général
À son tour, on peut jouer aussi longtemps qu'on le souhaite, mais au risque de perdre tout l'avantage gagné si on ne s'arrête pas à temps. Il n'y a qu'en cessant volontairement de jouer qu'on marque son avance. Si on est contraint d'arrêter, on ne marque aucune avance.

### But du jeu
Être le premier joueur à conquérir 3 sommets différents, quelle que soit leur hauteur.

## Règle du jeu

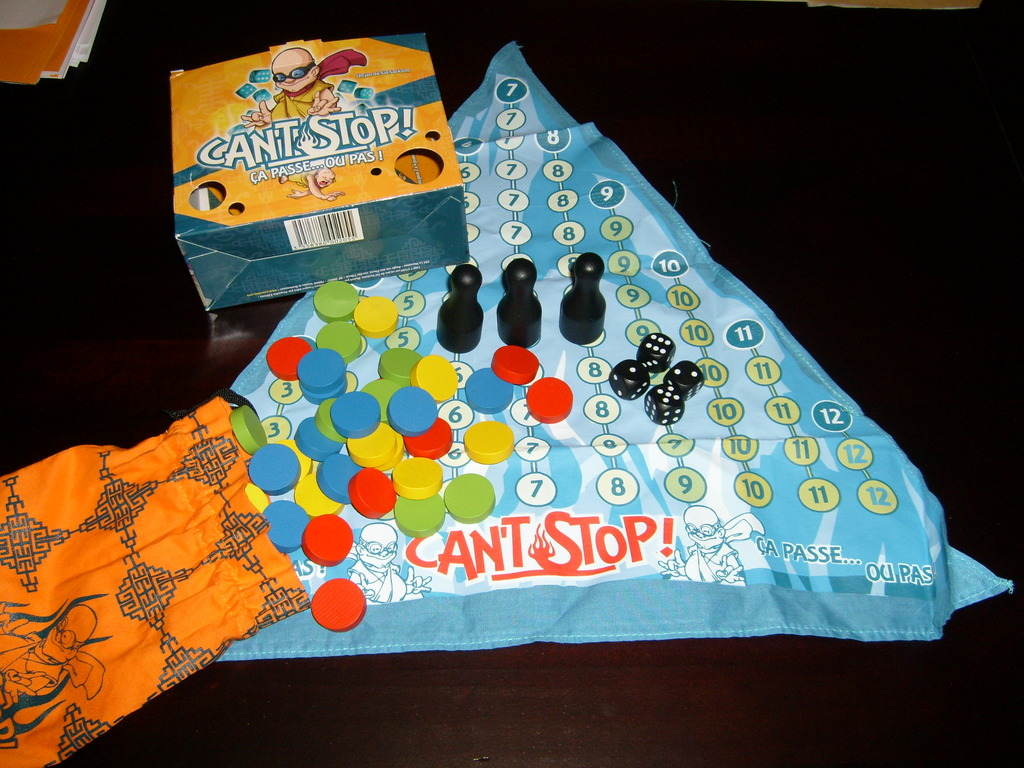
Can't Stop matériel

### Matériel
Les joueurs disposent chacun de neuf pions. Par ailleurs, trois grimpeurs et quatre dés ordinaires sont à la disposition du joueur dont c'est le tour. Un plan de jeu représente 11 voies d'escalade, numérotées de 2 à 12 et comportant de 3 à 13 cases, selon la répartition suivante :
| Voie            | 2 | 3 | 4 | 5 | 6  | 7  | 8  | 9 | 10 | 11 | 12 |
| nombre de cases | 3 | 5 | 7 | 9 | 11 | 13 | 11 | 9 | 7  | 5  | 3  |
| --------------- | - | - | - | - | -- | -- | -- | - | -- | -- | -- |

### Mise en place
Le plan de jeu est vide au départ. Chaque joueur prend les 9 pions à sa couleur, puis le premier joueur reçoit les trois grimpeurs et les quatre dés.

### Déroulement
À chaque fois qu'un joueur prend la main, il reçoit les quatre dés. Son tour de jeu est composé de phases successives. À la fin de chaque phase, il décide de s'arrêter ou d'attaquer une nouvelle phase.

#### Décomposition d'une phase
1. Lancer les quatre dés.
2. Grouper les dés deux par deux et les additionner pour former deux nombres. Par exemple le tirage 2, 3, 4, 5 permet de former les nombres suivants : soit 5 et 9 (2+3=5, 4+5=9), soit 6 et 8 (2+4=6, 3+5=8) soit 7 et 7 (2+5=7, 3+4=7). Ces deux nombres qui peuvent donc aller de 2 à 12 indiquent les voies à gravir.
3. Avancer si c'est possible deux grimpeurs d'une case sur les voies ainsi déterminées, ou un grimpeur de deux cases sur la voie déterminée si les deux nombres composés sont identiques. S'il n'est pas possible d'avancer les deux grimpeurs, il faut au moins en avancer un sur l'une des deux voies. S'il est impossible d'avancer au moins un grimpeur, le tour du joueur est terminé, on dit qu'il a décroché. Il retire les trois grimpeurs du plan de jeu, ne touche pas aux jetons déjà posés et le tour passe au joueur suivant.
4. Si le joueur est parvenu à avancer au moins un grimpeur, il peut alors décider de continuer ou d'arrêter.
  - S'il continue, il attaque une nouvelle phase depuis le point 1.
  - S'il arrête, il remplace les grimpeurs par des pions de sa couleur. Ces pions indiquent où le joueur s'était arrêté. Si ultérieurement, il recommence à gravir cette voie, son grimpeur ne partira pas du sol mais du pion posé. En quelque sorte, c'est son camp de base.

#### Impossibilité d'avancer un grimpeur
Il est impossible de gravir plus de trois voies et une voie conquise ne peut pas non plus être empruntée. Il en résulte que si tous les grimpeurs sont déjà sur des voies qui ne sont pas indiquées par les dés, il est impossible de jouer. Par exemple, les grimpeurs ayant commencé à gravir les voies 5, 8 et 10, vous tirez aux dés 2, 2, 4 et 5 : il est impossible d'obtenir 5, 8 ou 10 avec deux des quatre dés.
Exceptionnellement, il est ainsi possible que le tour d'un joueur s'arrête dès la première phase, par exemple s'il tire 4, 4, 4 et 4 aux dés et que la voie 8 est déjà conquise.

#### Terminer une voie
Si, à la fin de son tour, un joueur possède un grimpeur sur la dernière case d'une voie (donc s'il n'a pas décroché et retiré les grimpeurs), il pose son pion sur la dernière case de la voie pour marquer qu'il l'a gagnée et celle-ci n'est maintenant plus praticable.

### Fin de partie et vainqueur
Lorsqu'un joueur conquiert sa troisième voie à l'issue de son tour, il a gagné.

## Probabilités
Chaque jet des 4 dés correspond à une des 1296 séquences possibles de 4 nombres choisis parmi 6. Du point de vue mathématiques, il s'agit d'un arrangement avec répétition ({\displaystyle 6^{4}=1296}). Pour s'en convaincre, il suffit d'utiliser des dés de couleur (par exemple, rouge, bleu, jaune, vert) et de les classer toujours dans le même ordre de couleur. De cette manière, le jet R=2, B=5, V=5, J=3 (noté 2553) est distinct du jet R=5, B=3, V=5, J=2 (noté 5352) qui donne le même résultat du point du vue du jeu.
Le nombre d'occurrences d'une somme est le nombre de jets présentant au moins une fois cette somme. Ainsi, les occurrences de 5 comprennent les jets 2366, 6362, 2323, 1234, 4111, etc. chacun compté une seule fois.
Le nombre d'avancées d'une somme comptabilise chaque jet autant de fois qu'il permet cette somme (suivant les règles du jeu). Ainsi les jets 2366, 6362 et 4111 comptent chacun pour 1 avancée de 5, alors que les jets 1234 et 2323 comptent chacun pour 2 avancées de 5.
La probabilité d'occurrence d'une somme est le rapport entre le nombre d'occurrences d'une somme et le nombre total de jets. L'espérance d'avancée est le rapport entre le nombre d'avancées et le nombre total de jets.
Leur valeur pour chacune des sommes de 2 à 12 est :
| Somme | Nb occurrences | Probabilité | Nb d'avancées (totale) | Espérance | Espérance / longueur |
| 2     | 171            | 0.13        | 172                    | 0.13      | 0.043                |
| 3     | 302            | 0.23        | 308                    | 0.24      | 0.048                |
| 4     | 461            | 0.36        | 480                    | 0.37      | 0.053                |
| 5     | 580            | 0.45        | 616                    | 0.48      | 0.053                |
| 6     | 727            | 0.56        | 788                    | 0.61      | 0.0555               |
| 7     | 834            | 0.64        | 924                    | 0.71      | 0.0546               |
| 8     | 727            | 0.56        | 788                    | 0.61      | 0.0555               |
| 9     | 580            | 0.45        | 616                    | 0.48      | 0.053                |
| 10    | 461            | 0.36        | 480                    | 0.37      | 0.053                |
| 11    | 302            | 0.23        | 308                    | 0.24      | 0.048                |
| 12    | 171            | 0.13        | 172                    | 0.13      | 0.043                |
| ----- | -------------- | ----------- | ---------------------- | --------- | -------------------- |

Il faut comprendre les deux premières colonnes comme la possibilité d'obtenir la somme visée ("Vais-je pouvoir avancer sur la colonne 4 ?") et les deux autres colonnes comme la possibilité de progression sur une colonne ("À quelle vitesse j'arrive en haut ?"). Ce dernier point est important car il est à comparer directement à la longueur des voies du jeu (dernière colonne).
On voit que les voies les plus intéressantes sont les voies de somme 6 et 8 (de longueur 11).